# Tybamat

Strukturformel för tybamat.

Tybamat, summaformel C13H26N2O4, är ett lugnande och sömngivande preparat. Preparatet patententerades 1960. Tybamat är en prodrog för meprobamat, i likhet med karisoprodol.
Tybamat är narkotikaklassat i Sverige, ingående i förteckning V, vilket innebär att det inte omfattas av internationella narkotikakonventioner.